# Yúliya Prontsévich
Yuliya Olegovna Prontsevitch –en ruso, Юлия Олеговна Пронцевич– (Uzhur, 4 de junio de 1992) es una deportista rusa que compite en lucha libre. Ganó una medalla de bronce en el Campeonato Europeo de Lucha de 2016, en la categoría de 60 kg.

## Palmarés internacional
| Campeonato Europeo | Campeonato Europeo | Campeonato Europeo | Campeonato Europeo |
| Año                | Lugar              | Medalla            | Categoría          |
| ------------------ | ------------------ | ------------------ | ------------------ |
| 2016               | Riga (Letonia)     | Medalla de bronce  | 60 kg              |